# 索伦 (德国)
索伦是德国莱茵兰-普法尔茨州的一个市镇。总面积9.42平方公里，总人口3193人，其中男性1533人，女性1660人（2011年12月31日），人口密度339人/平方公里。